# Ángel Stanich
Ángel Estanislao Sánchez Durán, más conocido por su nombre artístico Ángel Stanich (Santander, 1987), es un compositor, cantante y músico de rock alternativo español. Ha ejercido como profesor de Lengua Castellana y Literatura en diversos institutos de la provincia de Toledo.
Autodenominado en su perfil de Twitter como “Lysergic songwriter”, posee una voz y un estilo muy peculiares cantando, y compone sus canciones con características referencias alucinógenas a un México de carretera, con ambientes áridos y cinematográficamente metafóricos.

## Biografía y trayectoria musical
Ángel Estanislao Sánchez Durán nació en Santander, Cantabria, en 1987 y cursó estudios en Valladolid, donde conoció a Javier Vielba (Arizona Baby / Corizonas) en Open Mic Pucela, quien produce en 2014 su primer disco "Camino Ácido".
Este álbum de lanzamiento obtuvo pronto una importante repercusión mediática, convirtiéndose en una de las recomendaciones habituales de emisoras musicales, en lo referente a nuevos artistas del ámbito del indie rock. Aparece en programas de televisión como "Atención obras" (programa presentado por Cayetana Guillén Cuervo), o "Los Conciertos de Radio 3" (Entreacústicos, con Sidonie), en La 2 de Televisión española.
Es también objeto de múltiples artículos en revistas especializadas como Rolling Stone
A pesar de todo este éxito, Ángel Stanich mantiene un perfil enigmático, bohemio y concentrado en sus canciones. No concede entrevistas o realiza promoción de forma convencional de su obra, siendo sin embargo un auténtico ciclón de energía y potencia musical en sus actuaciones en directo. Él y su banda comienzan a aparecer en carteles en multitud de conciertos y destacados festivales como Summer End festival, Sonorama, Ojeando o Surfing the Lérez.
En abril publica un EP con cuatro de sus temas grabados en acústico directo "Disparar a un hombre en Reno", y en noviembre de ese año el sencillo "Jesús Levitante"
Los miembros de la Ángel Stanich Band durante este periodo son además del propio artista, Alex Izquierdo al bajo y coros, Lete G. Moreno batería y Víctor L. Pescador en la guitarra y coros.
En febrero de 2015 ve la luz su siguiente trabajo musical, el EP "Cuatro Truenos Cayeron", que contiene dos temas inéditos "Carbura!" y "Mojo", y que fue presentado en una completa Sala Joy Eslava de Madrid.
En junio de 2017 anuncia la publicación de un nuevo EP "SIBONEY", así como el videoclip del primer sencillo
En noviembre de 2017 publica su segundo disco,  "Antigua y Barbuda", así como el videoclip del primer sencillo "Mátame Camión".
En noviembre de 2018 publica un nuevo EP, 'Máquina', esta vez producido por él mismo.
Los miembros de la Ángel Stanich Band durante la gira de Antigua y Barbuda y en la actualidad son: Alex Izquierdo al bajo y coros, Lete G. Moreno batería,  Víctor L. Pescador en la guitarra y coros y Jave Ryjlen en las teclas.

## Estilo
Las referencias musicales en el estilo de Ángel Stanich proceden, sobre todo, de músicos de rock de tradición musical anglosajona como Bob Dylan, Neil Young, Robert Johnson, o algunos españoles como Quique González, Josele Santiago o Fernando Alfaro.

## Discografía
- 'Camino ácido (2014)
  - "Camino Ácido"
  - "El Outsider"
  - "El Cruce"
  - "Chinaski"
  - "Día del Apaleamiento"
  - "Metralleta Joe"
  - "La Noche del Coyote"
  - "Miss Trueno '89"
  - "Amanecer Caníbal"
  - "Mezcalito"
  - "El Río"

- Disparar a un hombre en Reno (EP Acústico en Directo, 2014)
  - "Mezcalito"
  - "El Outsider"
  - "Camino Ácido"
  - "Metralleta Joe"

- Cuatro truenos cayeron (EP, 2015)
  - "Carbura!"
  - "Mojo"
  - "Miss Trueno '89"
  - "El Outsider"

- Siboney (EP, 2017)
  - "Un Día Épico"
  - "Mañana"
  - "¿Quién Ha Elegido Muerte?"
  - "Señor Tosco"

- Antigua y Barbuda (2017)
  - "Escupe fuego"
  - "Más se perdió en Cuba"
  - "Mátame Camión"
  - "Galicia Calidade"
  - "Un día épico"
  - "Casa Dios"
  - "Hula hula"
  - "Camaradas"
  - "Le Tour ´95"
  - "Río Lobos"
  - "Cosecha"

- Máquina (2018)
  - "Qué será de mí"
  - "Salvad a las ballenas"
  - "Golpe en la pequeña China"
  - "Especial de medianoche"
- Una visión global bastante aproximada (EP, 2021)
  - "Una temporada en el infierno"
  - "Matar a un ruiseñor"
  - "El día después"
  - "El volver"
  - "Tu Alfredo Landa"

- Polvo de Battiato (2021)
  - "La historia es fácil"
  - "Nazario"
  - "Rey idiota"
  - "La valla"
  - "Dos Boy Scouts de mierda"
  - "La mecha"
  - "El cariño"
  - "Motel Consuelo"
  - "El Arriero, Pt. 2"
  - "Contigo siempre"

## Singles
- Os traigo amor (2025)